# Григорьянц, Артём Николаевич
Артём Никола́евич Григорья́нц (27 сентября 1916, Темрюк, Кубанская область, Российская империя — 29 апреля 2002, Москва, Российская Федерация) — советский инженер, энергетик; волейболист. Главный инженер Обнинской АЭС со времени её пуска (1956—1958). Лауреат Государственной премии СССР (1970, за создание Белоярской АЭС).

## Биография
Артём Григорьянц родился 27 сентября 1916 года в Темрюке Кубанской области.
В 1941 году окончил Московский государственный университет имени М. В. Ломоносова.
В 1951 году был назначен начальником лаборатории Физико-энергетического института в Обнинске. С декабря 1953 года был заместителем главного инженера строящейся Обнинской АЭС. В 1956—1958 годах — главный инженер Обнинской АЭС.
В 1956 году защитил диссертацию на соискание учёной степени кандидата технических наук.
В 1958—1959 годах — главный инженер Главатомэнерго Министерства среднего машиностроения СССР. С 1959 по 1967 год работал в Министерстве среднего машиностроения СССР.
С 1967 по 1978 год работал в Министерстве энергетики и электрификации СССР. В 1970 году в составе группы специалистов был удостоен Государственной премии СССР за создание Белоярской АЭС.
В 1978—1985 годах — руководитель строительства АЭС в Чехословакии.
Волейболист-любитель. Выступал за волейбольный клуб «Локомотив» (Москва); работая в Обнинске — за сборную города.
Умер 29 апреля 2002 года в Москве.